# Mera (Ortigueira)
Mera o Santa María de Mera (llamada oficialmente Santa María de Mera de Arriba)  es una parroquia española del municipio de Ortigueira, en la provincia de La Coruña, Galicia.

## Otras denominaciones
La parroquia también se denomina  o Santa María de Mera de Riba.

## Localización
Parroquia situada en la cuenca inferior del río Mera, el que la atraviesa de sur a norte y ocupa la parte superior del hermoso valle de su nombre y los vallecitos y alturas de los arroyos de la Iglesia y Zapateiro y del Fervenza, que confluyen en Puente Noval.
Sus límites geográficos son:
- al norte con la parroquia de Mera de Baixo;
- al este con la parroquia de San Claudio;
- al sur con la parroquia de Yermo;
- al suroeste con la parroquia de La Barquera, del Ayuntamiento de Cerdido; y
- al oeste con la parroquia de Montojo, del Ayuntamiento de Cedeira.

## Entidades de población
Entidades de población que forman parte de la parroquia:
- A Fraga
- A Costa
- A Lamela
- A Leira
- A Leira Chá
- Amieiros[6] (O Amieiro)
- Arredondas (As Redondas)
- As Galiñeiras
- Baldomar
- Cal[7] (O Cal)
- Casanova[8] (A Casanova)
- Caseta[9] (A Caseta)
- Cochovello (O Cochovello)
- Covo[10] (O Covo)
- Cruz do Noval[11] (O Cruz do Noval)
- Foxo[12] (O Foxo)
- Lourenzo[13] (O Lourenzo)
- Muíños
- Netos[14] (Os Netos)
- O Plantío
- Os Sedeás
- Pazo[15] (O Pazo)
- Peroxa (A Peroxa)
- Pico[16] (O Pico)
- Ponte Nova[17] (A Pontenova)
- Ponte Noval (A Ponte Noval)
- Pousadoiro de Abaixo[18] (O Pousadoiro de Abaixo)
- Pumariño
- Raxeiro
- Rectoral[19] (A Rectoral)
- Regueiro[20] (O Regueiro)
- Retorta[21] (A Retorta)
- Río[22] (O Río)
- Souto-Novo[23] (O Soutonovo)
- Subsaído (Susaído)
- Tellas
- Vilar
- Zapateiro[24] (O Zapateiro)

## Despoblados
- A Congostra
- Cal do Rego[25] (O Cal do Rego)
- Casas[26] (Os Casós)
- Coto[27] (O Coto)
- Formigueiro[28] (O Formigueiro)
- Maiordomo
- Pardiñas
- Pasadoiros[29] (Os Pasadoiros)
- Pousadoiro de Riba (O Pousadoiro de Arriba)
- Xudracos

## Demografía
| Gráfica de evolución demográfica de Mera de Riba entre 2000 y 2019 |
|                                                                    |
| Datos según el nomenclátor publicado por el INE.                   |

## Monumentos
La iglesia se halla situada en el caserío de la Rectoral y su planta es de forma de cruz latina, y por la parte de atrás se encuentra el modesto cementerio parroquial.